# Wegahta Gebreyohannes Abera
Wegahta Gebreyohannes Abera (nascida no século XX, na região de Tigré, no norte da Etiópia) é uma trabalhadora humanitária etíope.

## Ativismo
Wegahta Gebreyohannes Abera é uma trabalhadora humanitária, que fundou a Hdrina, uma organização que trabalha por combater a desnutrição causada pela guerra do Tigré, levando comida para acampamentos de refugiados e ensinando jardinagem urbana. A organização sem fins lucrativos também trabalha para capacitar mulheres que recorreram ao trabalho sexual ou sofreram violência sexual no contexto da guerra.

## Reconhecimento
Em 2022, Wegahta Gebreyohannes Abera foi reconhecida pela BBC como uma das 100 mulheres mais inspiradoras do mundo.